# Céline Hervieux-Payette
Pour les articles homonymes, voir Hervieux.
Ne doit pas être confondu avec Céline Hervieu.
Céline Hervieux-Payette est une femme politique canadienne, née le 22 avril 1941 à L'Assomption. Elle a été ministre dans le cabinet de Pierre Elliott Trudeau de 1983 à 1984, puis sénatrice de 1995 à 2016.

## Biographie
Dans les années 1970, Hervieux-Payette était une conseillère politique au gouvernement québécois de Robert Bourassa. Elle travaille également en tant que commissaire de la commission scolaire Le Gardeur et directrice en relations publiques à Steinberg Inc, une entreprise d'épiceries et de grands magasins. 

### Députée

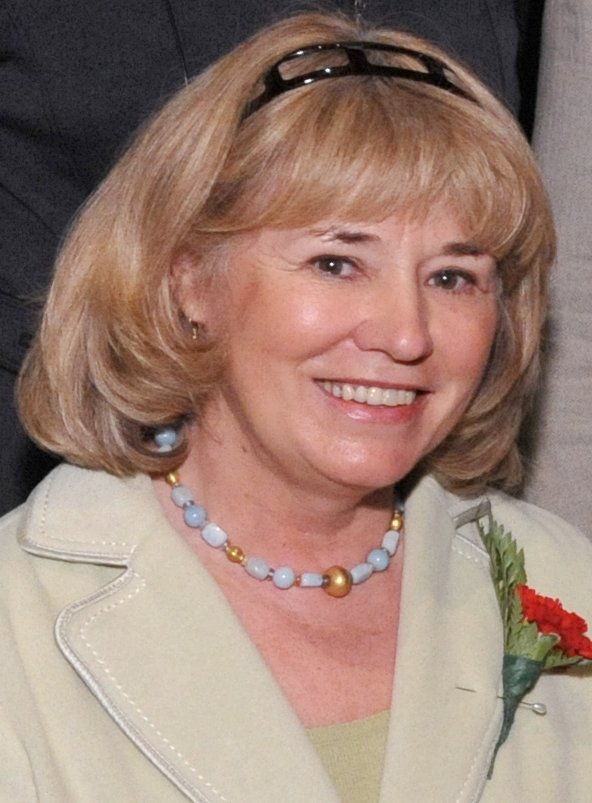
Céline Hervieux-Payette en 2008.

Hervieux-Payette est d'abord élue à la Chambre des communes du Canada à l'élection fédérale canadienne de 1979 en tant que députée libérale de Mercier au Québec. Réélue en 1980, elle devient la secrétaire parlementaire du solliciteur général du Canada. 
En 1983, Pierre Elliott Trudeau la nomme au cabinet du Canada en tant que ministre d'État à la condition physique et aux sports. Elle est ensuite ministre d'État à la jeunesse de janvier à juin 1984.
John Turner ne la nomme pas au cabinet en juin 1984. Candidate à l'élection de 1984, elle est cependant défaite. Elle revient au secteur privé et devient vice-présidente du groupe SNC, une entreprise en génie et en fabrication, de 1985 à 1989. 
De 1991 à 1995, elle est vice-présidente en affaires réglementaires et légales pour Fonorola, une entreprise de télécommunications. Depuis 1995, elle est conseillère pour Fasken Martineau DuMoulin.

### Sénatrice
Hervieux-Payette tenta de revenir à la Chambre des communes du Canada aux élections de 1988 et 1993, mais elle échoua à ces deux occasions. En 1995, elle est revenue au Parlement lorsqu'elle fut nommée au sénat canadien par Jean Chrétien. 
Opposée à la violence dans l'éducation des enfants et déterminée à faire reconnaître les enfants comme des personnes à part entière, ayant droit à leur intégrité physique, tel qu'affirmé par la Convention relative aux droits de l'enfant des Nations unies, elle dépose à plusieurs reprises des projets de loi visant l'abolition de l'article 43 du Code criminel canadien qui autorise les parents à utiliser une force dite « raisonnable » à des fins éducatives.
En mars 2006, elle déclenche une controverse en critiquant crûment la politique étrangère américaine.
En janvier 2007, elle est nommée par Stéphane Dion au poste de Leader de l'opposition au Sénat. En octobre, elle remplace Marcel Proulx à titre de lieutenant québécois du parti. 
En février 2007, elle réplique à une Allemande critiquant la chasse aux phoques dans une lettre rédigée à l'intention du gouvernement canadien que la chasse au gourdin est la « plus surveillée de la planète », par des vétérinaires, des membres du gouvernement canadien et des observatoires internationaux. « Ceci est plus que ce qu'aucun abattoir européen n'a jamais fait », écrit-elle dans sa réplique obtenue par Le Devoir.
En avril 2009, appuyée par une équipe composée de scientifiques, d'autochtones et des présidents des deux plus grandes associations de chasseurs de phoques du Canada, elle lance la Déclaration universelle sur le prélèvement éthique du phoque.
En février 2010, elle "passe à l'acte" comme le titrent les médias et se rend au Nunavut dans le cadre d'une expédition sur la baie de Frobisher pour chasser le phoque avec notamment un chasseur Inuit.
En mars 2010, elle organise au restaurant du Parlement du Canada le premier repas de phoque de l'histoire du Parlement où tous les partis démontrèrent leur soutien à la chasse au phoque au Canada en venant manger du phoque préparé par le chef du restaurant parlementaire.
Le 30 octobre 2014, elle dépose le projet de loi S-224 instituant la Journée nationale des produits du phoque et de la mer.
Elle prend sa retraite du Sénat en 2016 lorsqu'elle lorsqu'elle a atteint l'âge prescrit de 75 ans. 